# Lieuwe Westra
Lieuwe Westra, né le 11 septembre 1982 à Mûnein et mort le 14 janvier 2023 à Zwaagdijk, est un coureur cycliste néerlandais des années 2010.
Professionnel de 2009 à 2016, il est notamment double champion des Pays-Bas du contre-la-montre.

## Biographie
En 2006, Lieuwe Westra intègre l'équipe continentale néerlandaise KrolStone. En 2007, il obtient sa première victoire dans le calendrier international en gagnant une étape contre-la-montre de l'OZ Wielerweekend. Grâce à cette victoire, il est en tête du classement général de cette course pendant une journée. Il termine à la quatrième place. Durant cette saison, il est également quatrième du championnat des Pays-Bas du contre-la-montre, du prologue de l'Olympia's Tour et deuxième de la sixième étape de cette course, courue contre-la-montre. En 2008, il gagne une course, une étape du Tour Alsace, et est vingt fois parmi les dix premiers. Il est ainsi deuxième de l'Olympia's Tour, troisième de la Coupe Sels et du Duo normand (contre-la-montre en duo avec Jos Pronk), quatrième du Circuit de Campine, cinquième du Hel van het Mergelland, sixième du Tour d'Overijssel et du Tour du Loir-et-Cher, et neuvième du championnat des Pays-Bas du contre-la-montre et du Grand Prix Jef Scherens,. Ces résultats lui permettent d'être le meilleur coureur de l'équipe KrolStone au classement individuel de l'UCI Europe Tour, à la 89e place.
En 2009, Lieuwe Westra est recruté par l'équipe continentale professionnelle néerlandaise Vacansoleil et y devient professionnel, à 26 ans. Il gagne cette année-là le Arno Wallaard Memorial et le Tour de Picardie. En 2010, il est troisième du championnat des Pays-Bas du contre-la-montre et du Chrono des Nations-Les Herbiers-Vendée. En 2011, l'équipe Vacansoleil obtient le statut de ProTeam, ce qui lui permet de participer à toutes les compétitions du calendrier UCI World Tour. Lieuwe Westra gagne cette année-là la Classic Loire-Atlantique et la première étape du Tour de Belgique, disputée contre-la-montre. En fin de saison, il se classe huitième du championnat du monde du contre-la-montre. En mars 2012, il obtient sa première victoire dans le calendrier World Tour en gagnant la 5e étape de Paris-Nice.
Victime de trois chutes lors du Tour de France 2012, Westra est alors blessé à une hanche. Cette blessure le contraint à abandonner lors de l'ascension du col de la Madeleine pendant la 11e étape.
Il abandonne le Tour de France 2013 lors de la dernière étape, une première depuis Joseph Bruyère en 1977.
En 2014, à la suite de l'arrêt de la formation Vacansoleil-DCM, Westra s'engage avec l'équipe kazakhe Astana. Il remporte la 7e étape du Tour de Catalogne, en solitaire après s'être débarrassé de ses compagnons d'échappée.
En juin, le Néerlandais remporte la septième étape du Critérium du Dauphiné, au sommet de la montée de Finhaut-Émosson, devant les Russes de la Katusha, Yury Trofimov et Egor Silin, les rattrapant puis les déposant dans les derniers mètres de l'étape. Au Tour de France 2014, il est un équipier important lors de la victoire de Vincenzo Nibali.
En 2016, il remporte le classement général des Trois Jours de La Panne, après deux ans sans succès. Il récupère le maillot de leader au norvégien Alexander Kristoff, lors du dernier contre-la-montre. Il signe un contrat pour rejoindre en 2017 l'équipe Wanty-Groupe Gobert, mais décide en janvier 2017, contre toute attente, de mettre un terme à sa carrière en raison de problèmes personnels. Le 8 juillet 2017, il déclaré à De Avondetappe que les dépressions dont il souffre, sont à l'origine de cette décision.
En avril 2018, Westra avoue dans son livre « Het Beest, het wielerleven van Lieuwe Westra », qu'il a utilisé des cortisones plusieurs fois dans sa carrière, notamment à l'époque où il courait chez Astana.
Dépressif depuis plusieurs années, le cycliste néerlandais meurt le 14 janvier 2023, à l'âge de 40 ans.

## Palmarès, résultats, classements

### Palmarès
| - 2007 - 2e étape de l'OZ Wielerweekend - 2e du Dorpenomloop Rucphen - 2008 - 2e étape du Tour Alsace - 2e de l'Omloop Houtse Linies - 2e de l'Olympia's Tour - 2e d'À travers le Hageland - 3e de la Coupe Sels - 3e du Duo normand (avec Jos Pronk) - 2009 - Arno Wallaard Memorial - Tour de Picardie : - Classement général - 1re étape - 2010 - 3e du championnat des Pays-Bas du contre-la-montre - 3e du Chrono des Nations-Les Herbiers-Vendée - 2011 - Classic Loire-Atlantique - 1re étape du Tour de Belgique (contre-la-montre) - 2e des Trois Jours de La Panne - 3e du Tour de l'Algarve - 8e du championnat du monde du contre-la-montre | - 2012 - Champion des Pays-Bas du contre-la-montre - 5e étape de Paris-Nice - Tour du Danemark : - Classement général - 5e étape (contre-la-montre) - 2e de Paris-Nice - 2e des Trois Jours de La Panne - 2e du Tour de Belgique - 2013 - Champion des Pays-Bas du contre-la-montre - 1re étape du Tour de Californie - 3e du Tour de l'Algarve - 8e de Paris-Nice - 2014 - 7e étape du Tour de Catalogne - 7e étape du Critérium du Dauphiné - 2016 - Classement général des Trois Jours de La Panne |  |

### Résultats sur les grands tours

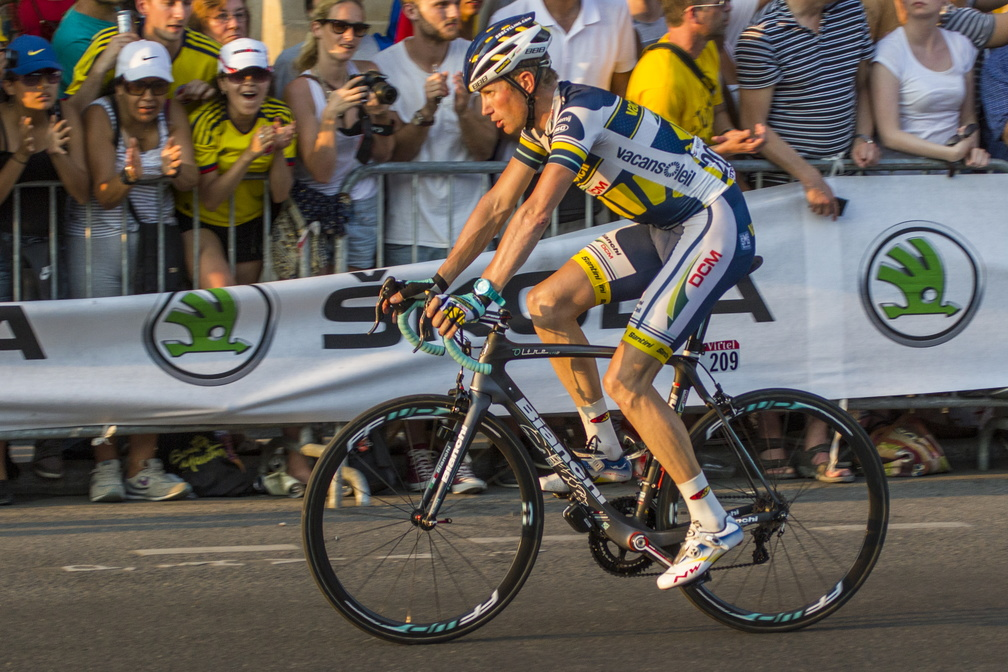
Lieuwe Westra avant son abandon lors de la 21e étape du Tour de France 2013

#### Tour de France
5 participations
- 2011 : 128e
- 2012 : abandon (11e étape)
- 2013 : abandon (21e étape)
- 2014 : 79e
- 2015 : 77e

#### Tour d'Espagne
2 participations
- 2009 : 87e
- 2013 : abandon (14e étape)

### Classements UCI
| Année           | 2007 | 2008 | 2009 | 2010 | 2011 | 2012 | 2013 | 2014 | 2015 |
| --------------- | ---- | ---- | ---- | ---- | ---- | ---- | ---- | ---- | ---- |
| UCI World Tour  |      |      |      |      | 197e | 55e  | 112e | 120e | 176e |
| UCI Europe Tour | 484e | 89e  | 38e  | 104e |      |      |      |      |      |